# 6 de novembre
El 6 de novembre o 6 de santandria és el tres-cents desè dia de l'any del calendari gregorià i el tres-cents onzè en els anys de traspàs. Queden 55 dies per finalitzar l'any.

## Esdeveniments
Països Catalans
- 1264 - El rei Jaume I inicia la conquesta del regne sarraí de Múrcia.
- 1923 - Barcelona: Es crea la secció d'hoquei herba del Futbol Club Barcelona, una de les més antigues del club.
- 1937, Barcelonaː S'hi celebra el Primer Congrés Nacional de la Dona, d'on sorgirà la Unió de Dones de Catalunya.[2]

Resta del món
- 447 - Constantinoble: un terratrèmol malmet greument les muralles de Constantinoble i en destrueix 57 torres.[3]
- 1792 - Jemappes (Hainaut, Valònia): l'exèrcit revolucionari francès venç en la batalla de Jemappes en la guerra de la Primera Coalició.
- 1813 - Chilpancingo (estat de Guerrero, Mèxic): els diputats del Congrés de Mèxic van signar el Acto Solemne de la Declaración de la Independència de la América Septentrional després que s'aprovés al Congrés de Chilpancingo del 13 de setembre s'hagués aprovat la independència de Mèxic d'Espanya.
- 1844 - La República Dominicana promulga la seva primera Constitució després de la independència d'Espanya.
- 1860 - Abraham Lincoln és escollit el setzè president dels Estats Units d'Amèrica.
- 1918 - Polònia: es proclama la Segona República Polonesa.
- 1948 - Camp de la rata (La Corunya): són afusellats els maquis i dirigents comunistes José Gómez Gayoso i Antonio Seoane Sánchez.
- 1975 - Marroc: comença la Marxa Verda.[4]
- 1982 - Espanya: Santiago Carrillo dimiteix com a secretari general del Partit Comunista d'Espanya després de 22 anys.[5]

## Naixements
Països Catalans
- 1919 - Barcelona: Jaume Elias i Casas, futbolista català (m. 1977).
- 1940 - Barcelona: Clara Janés, traductora, assagista i poeta catalana, en llengua castellana.[6]
- 1948 - Barcelona: Rosa Barba Casanovas, arquitecta, paisatgista i professora barcelonina (m. 2000).[7]
- 1954 - Mollet del Vallès, Vallès Oriental: Montserrat Tura i Camafreita, política i assagista catalana.
- 1982 - València: Marta Esteban Poveda, atleta internacional valenciana especialista en llarga distància.[8]
- 1997 - Chișinău, Moldàvia: Aliona Bolsova Zadoinov, tennista catalana d'origen moldau, resident a Palafrugell.[9]

Resta del món
- 1479 - Toledo: Joana d'Aragó i de Castella, reina de Castella i Lleó, comtessa de Barcelona, reina d'Aragó, de València… (m. 1555).[10]
- 1550 - Estocolm, Regne de Suècia: Karin Månsdotter, reina consort de Suècia d'ascendència plebea (m. 1612).[11]
- 1661 - Madrid: Carles II de Castella, monarca d'Espanya, darrer de la dinastia Habsburg als trons hispànics.
- 1814 - Dinant, Bèlgica: Adolphe Sax, músic belga, inventor del saxòfon (m. 1894).[12]
- 1841 - Mézin, França: Armand Fallières, advocat, President de la República Francesa (m. 1931).[13]
- 1861 - Almonte (Canadà): James Naismith, entrenador, innovador i inventor del bàsquet (m. 1939).[14]
- 1886 - New Haven, Connecticut: Ida Barney, astrònoma americana que enregistrà 150.000 estrelles (m. 1982).[15]
- 1919 - Porto (Portugal): Sophia de Mello Breyner Andresen, poetessa portuguesa (m. 2004).[16]
- 1931 - Las Palmas de Gran Canaria: Pinito del Oro, trapezista de circ, escriptora i empresària espanyola (m. 2017).[17]
- 1932 - Etterbeek (Bèlgica): François Englert, científic belga, Premi Nobel de Física de l'any 2013.
- 1946:
  - Pasadena, Califòrnia, Estats Units: Sally Field , actriu, productora de cinema, realitzadora i guionista estatunidenca.[18]
  - Lima: Luis Bedoya de Vivanco, advocat i polític peruà.
- 1955 - Ciutat de Mèxic: Hortensia Galeana Sánchez, científica mexicana especialitzada en l'àrea de la matemàtica.[19]
- 1970 - Austin, Texas (EUA): Ethan Hawke, actor, director i guionista estatunidenc.[20]
- 1971 - 
  - Pointe-à-Pitre, Guadalupe: Laura Flessel-Colovic, tiradora d'esgrima francesa, medallista olímpica, que fou Ministra d'Esports.[21]
  - Kyoto: Tetsuji Hiratsuka, golfista japonès.
- 1972 - Berkeley, Califòrnia (EUA): Rebecca Romijn, actriu i model estatunidenca.[22]
- 1987 - Belgrad, Iugoslàvia: Ana Ivanović, jugadora de tennis professional sèrbia.[23]
- 1988 - Scottsdale, Arizona: Emma Stone, actriu estatunidenca,[24] Oscar a la millor actriu el 2017 pel seu paper a la comèdia musical La La Land.
- 1990 - 
  - Alcalá de Henares, Madrid: Luna Miguel, escriptora i traductora, periodista i editora.[25]
  - Ludwigshafen am Rhein, Renània-Palatinat: André Schürrle, futbolista alemany.

## Necrològiques
Països Catalans
- 1918 - Barcelona: Josep Martí i Cristià, compositor de Llinars del Vallès (n. 1884).
- 2013 - Barcelona: Victòria Sau i Sánchez. escriptora, psicòloga i activista política feminista (n. 1930).
- 2023:
  - Escaldes - Engordany: Antoni Martí Petit, arquitecte i polític andorrà, cap de Govern del Principat d'Andorra (2011-2019) (n. 1963).
  - Campdevànol: Antoni Moll Camps, escriptor i traductor, considerat el «Patriarca de les lletres menorquines» (n. 19126).

Resta del món
- 1676 - Hangzhou, Xina: François de Rougemont, jesuïta austríac, missioner a la Xina (n. 1624).[26]

- 1827 - Neustrelitz, Mecklemburg-Pomerània Occidental: Bartolomeo Campagnoli, violinista i compositor italià.
- 1884 - Chelsea (Massachusetts), Estats Units: William Wells Brown, esclau, abolicionista i escriptor afroamericà (n. 1814).[27]
- 1893 - Sant Petersburg, Imperi Rus: Piotr Ilitx Txaikovski, compositor rus (n. 1840).[28]
- 1901 - Frognal, Londres, Anglaterra: Kate Greenaway, artista anglesa famosa per les seves il·lustracions de llibres infantils (n. 1846).[29]
- 1929 - Salem (República de Baden, Alemanya): Maximilià de Baden gran duc de Baden, va ser l'últim canceller imperial d'Alemanya.
- 1956 - Beverly Hills, Califòrnia, Estats Units: Paul Kelly, actor estatunidenc.
- 1964 - Estocolm (Suècia): Hans von Euler-Chelpin, bioquímic suec, Premi Nobel de Química de 1929 (n. 1873).
- 1965 - Nova York: Edgard Varèse, compositor francès (m. 1965).[30]
- 1975 - Southport, Queensland: Annette Kellermann, nedadora professional que lluità per la modernització del banyador esportiu femení.[31]
- 1986 - Warendorf, Westfalia: Elisabeth Grümmer, soprano lírica alemanya (n. 1911).[32]
- 1997 - Oslo, Noruega: Anne Stine Ingstad, arqueòloga que descobrí un assentament viking a l'Amèrica del Nord (n. 1918).[33]

## Festes i commemoracions
- Dia Internacional per a la Prevenció de l'Explotació del Medi Ambient en la Guerra i els Conflictes Armats
- Santoral: sants Sever de Barcelona, bisbe màrtir; Winoc de Bergues, abat; beata Josepa Naval; sants Cabrit i Bassa, sants populars de Mallorca; Pau I de Constantinoble, patriarca (355); Bertille de Chelles, abadessa; beata Cristina de Stommeln.